# Pallanuoto ai Giochi della XVI Olimpiade
Il torneo di pallanuoto dei Giochi Olimpici di Melbourne si è svolto tra il 28 novembre e il 7 dicembre 1956 negli impianti dell'Olympic Park.
Il numero delle partecipanti è diminuito sensibilmente rispetto all'edizione precedente (da 21 a 10). La formula del torneo prevedeva due successive fasi a gironi.
I campioni in carica dell'Ungheria conclusero al primo posto il girone finale per l'assegnazione delle medaglie e conquistarono il loro quarto titolo olimpico.

## Podio
| Evento              | Oro      | Argento    | Bronzo           |
| Pallanuoto maschile | Ungheria | Jugoslavia | Unione Sovietica |

## Squadre partecipanti
GRUPPO A
- Australia
- Jugoslavia
- Romania
- Unione Sovietica

GRUPPO B
- Gran Bretagna
- Stati Uniti
- Ungheria

GRUPPO C
- Italia
- Singapore
- Squadra Unificata Tedesca

## Turno preliminare

### Gruppo A
|    | Squadra          | Pti | G | V | P | S | GF | GS | Diff |
| -- | ---------------- | --- | - | - | - | - | -- | -- | ---- |
| 1. | Jugoslavia       | 6   | 3 | 3 | 0 | 0 | 15 | 5  | +10  |
| 2. | Unione Sovietica | 4   | 3 | 2 | 0 | 1 | 9  | 6  | +3   |
| 3. | Romania          | 2   | 3 | 1 | 0 | 2 | 9  | 9  | 0    |
| 4. | Australia        | 0   | 3 | 0 | 0 | 3 | 3  | 16 | -13  |

| Data        | Ora | Partita          | Partita | Partita          |
| ----------- | --- | ---------------- | ------- | ---------------- |
| 28 novembre | -   | Romania          | 4 - 2   | Australia        |
| 28 novembre | -   | Jugoslavia       | 3 - 2   | Unione Sovietica |
| 29 novembre | -   | Romania          | 3 - 4   | Unione Sovietica |
| 29 novembre | -   | Jugoslavia       | 9 - 1   | Australia        |
| 30 novembre | -   | Romania          | 2 - 3   | Jugoslavia       |
| 28 novembre | -   | Unione Sovietica | 3 - 0   | Australia        |

### Gruppo B
|    | Squadra     | Pti | G | V | P | S | GF | GS | Diff |
| -- | ----------- | --- | - | - | - | - | -- | -- | ---- |
| 1. | Ungheria    | 4   | 2 | 2 | 0 | 0 | 12 | 3  | +9   |
| 2. | Stati Uniti | 2   | 2 | 1 | 0 | 1 | 7  | 9  | -2   |
| 3. | Regno Unito | 0   | 2 | 0 | 0 | 2 | 4  | 11 | -7   |

| Data        | Ora | Partita     | Partita | Partita       |
| ----------- | --- | ----------- | ------- | ------------- |
| 28 novembre | -   | Stati Uniti | 5 - 3   | Gran Bretagna |
| 29 novembre | -   | Ungheria    | 6 - 1   | Gran Bretagna |
| 30 novembre | -   | Ungheria    | 6 - 2   | Stati Uniti   |

### Gruppo C
|    | Squadra                   | Pti | G | V | P | S | GF | GS | Diff |
| -- | ------------------------- | --- | - | - | - | - | -- | -- | ---- |
| 1. | Italia                    | 4   | 2 | 2 | 0 | 0 | 11 | 3  | +8   |
| 2. | Squadra Unificata Tedesca | 2   | 2 | 1 | 0 | 1 | 7  | 5  | +2   |
| 3. | Singapore                 | 0   | 2 | 0 | 0 | 2 | 2  | 12 | -10  |

| Data        | Ora | Partita                   | Partita | Partita                   |
| ----------- | --- | ------------------------- | ------- | ------------------------- |
| 28 novembre | -   | Squadra Unificata Tedesca | 5 - 1   | Singapore                 |
| 29 novembre | -   | Italia                    | 7 - 1   | Singapore                 |
| 30 novembre | -   | Italia                    | 4 - 2   | Squadra Unificata Tedesca |

## Turno finale
Nel turno finale non vengono disputate le partite che già si sono disputate nel turno precedente.

In questo turno si giocò il match più famoso nella storia della pallanuoto, quello che è poi passato alla storia con il nome di Partita del sangue nell'acqua, fra le nazionali ungherese e sovietica.

### Gruppo 1º-6º posto
|         | Squadra                   | Pti | G | V | P | S | GF | GS | Diff |
| ------- | ------------------------- | --- | - | - | - | - | -- | -- | ---- |
| Oro     | Ungheria                  | 10  | 5 | 5 | 0 | 0 | 20 | 3  | +17  |
| Argento | Jugoslavia                | 7   | 5 | 3 | 1 | 1 | 13 | 8  | +5   |
| Bronzo  | Unione Sovietica          | 6   | 5 | 3 | 0 | 2 | 14 | 14 | 0    |
| 4.      | Italia                    | 4   | 5 | 2 | 0 | 3 | 10 | 13 | -3   |
| 5.      | Stati Uniti               | 4   | 5 | 2 | 0 | 3 | 10 | 20 | -10  |
| 6.      | Squadra Unificata Tedesca | 1   | 5 | 0 | 1 | 4 | 11 | 20 | -9   |

| Data        | Ora | Partita          | Partita | Partita                   |
| ----------- | --- | ---------------- | ------- | ------------------------- |
| 1º dicembre | -   | Unione Sovietica | 3 - 2   | Italia                    |
| 1º dicembre | -   | Jugoslavia       | 5 - 1   | Stati Uniti               |
| 3 dicembre  | -   | Stati Uniti      | 4 - 3   | Squadra Unificata Tedesca |
| 3 dicembre  | -   | Ungheria         | 4 - 0   | Italia                    |
| 4 dicembre  | -   | Jugoslavia       | 2 - 2   | Squadra Unificata Tedesca |
| 4 dicembre  | -   | Italia           | 3 - 2   | Stati Uniti               |
| 5 dicembre  | -   | Unione Sovietica | 3 - 1   | Stati Uniti               |
| 5 dicembre  | -   | Ungheria         | 4 - 0   | Squadra Unificata Tedesca |
| 6 dicembre  | -   | Ungheria         | 4 - 0   | Unione Sovietica          |
| 1º dicembre | -   | Jugoslavia       | 2 - 1   | Italia                    |
| 7 dicembre  | -   | Unione Sovietica | 6 - 4   | Squadra Unificata Tedesca |
| 7 dicembre  | -   | Ungheria         | 2 - 1   | Jugoslavia                |

### Gruppo 7º-10º posto
|     | Squadra     | Pti | G | V | P | S | GF | GS | Diff |
| --- | ----------- | --- | - | - | - | - | -- | -- | ---- |
| 7.  | Regno Unito | 6   | 3 | 3 | 0 | 0 | 21 | 9  | +12  |
| 8.  | Romania     | 4   | 3 | 2 | 0 | 1 | 21 | 8  | +13  |
| 9.  | Australia   | 2   | 3 | 1 | 0 | 2 | 7  | 11 | -4   |
| 10. | Singapore   | 0   | 3 | 0 | 0 | 3 | 8  | 29 | -21  |

| Data | Ora | Partita       | Partita | Partita   |
| ---- | --- | ------------- | ------- | --------- |
| -    | -   | Gran Bretagna | 11 - 5  | Singapore |
| -    | -   | Gran Bretagna | 5 - 2   | Australia |
| -    | -   | Romania       | 15 - 1  | Singapore |
| -    | -   | Gran Bretagna | 5 - 2   | Romania   |
| -    | -   | Australia     | 3 - 2   | Singapore |
| -    | -   | Romania       | 4 - 2   | Australia |

## Classifica finale
| Campione Olimpico | Campione Olimpico | Campione Olimpico |
| --- | --- | --- |
| UngheriaJeney · Hevesi · Gyarmati · Markovits · Kanizsa · Szivós · Kárpáti · Boros · Mayer · Bolvári · Zádor · Martin, CT: Béla Rajki | | |
| Argento | Jugoslavia | JugoslaviaAmšel · Cipci · Franjković · Ivković · Ježić · Kačić · Kovačić · Radonjić · Žužej · Štakula · Vuksanović, CT: -                 |
| Bronzo | [[File: Flag of the Soviet Union (1936 – 1955).svg\|class=noviewer\| Unione Sovietica (bandiera)\|border\|40x40px]] [[Nazionale maschile di pallanuoto dell' Unione Sovietica\| Unione Sovietica]] | Unione SovieticaGojchman · Prokopov · Šljapin · Kurennoj · Breus · Mshvenieradze · Markarov · Ryžak · Ageev · Gvakharia · Lesin, CT: -    |
| 4. | Italia | ItaliaAntonelli, Buonocore, Cavazzoni, D'Achille, D'Altrui, Dennerlein, Mannelli, Marciani, Parmegiani, Pucci, Rubini, CT: Andrés Zólyomy |
| 5. | Stati Uniti | Stati UnitiHorn • Ross • Frojen • Wolf • Severa • Gaughran • B. Kooistra • Hahn • Hughes • S. Kooistra • Good, CT: -                      |
| 6. | Squadra Unificata Tedesca | Squadra Unificata TedescaNeuse • Obschernikat • Bode • Schneider • Sturm • Hilker • Osselmann • Bildstein • Pennekamp • Seher, CT: -      |
| 7. | Gran Bretagna | Gran BretagnaGrady • Worsell • Jones • Pass • Turner • Miller • Spooner • Ferguson • Knights, CT: -                                       |
| 8. | Romania | RomaniaMarinescu • Hospodar • Zahan • Nagy • Șimon • Bordi • Szabo • Bădiță • Deutsch • Popescu • I. Tothpal, CT: -                       |
| 9. | Australia | AustraliaLaing • Smee • Whitehead • Bennett • Orchard • Foster • Pierce • O'Brien • McCabe • Charleston, CT: -                            |
| 10. | Singapore | SingaporeLim • Thio • Chee • Yeo • Gan • W. Wolters • Tan Eng Bock • S. Wolters • Oh • Lim • Tan Eng Liang, CT: -                         |

## Fonti
- (EN)  Comitato organizzatore, XVI Olympiad Melbourne 1956, 1958, pagg. 590-592, 622-625 (la84foundation.org Archiviato il 12 settembre 2008 in Internet Archive.)